# Leche de coco

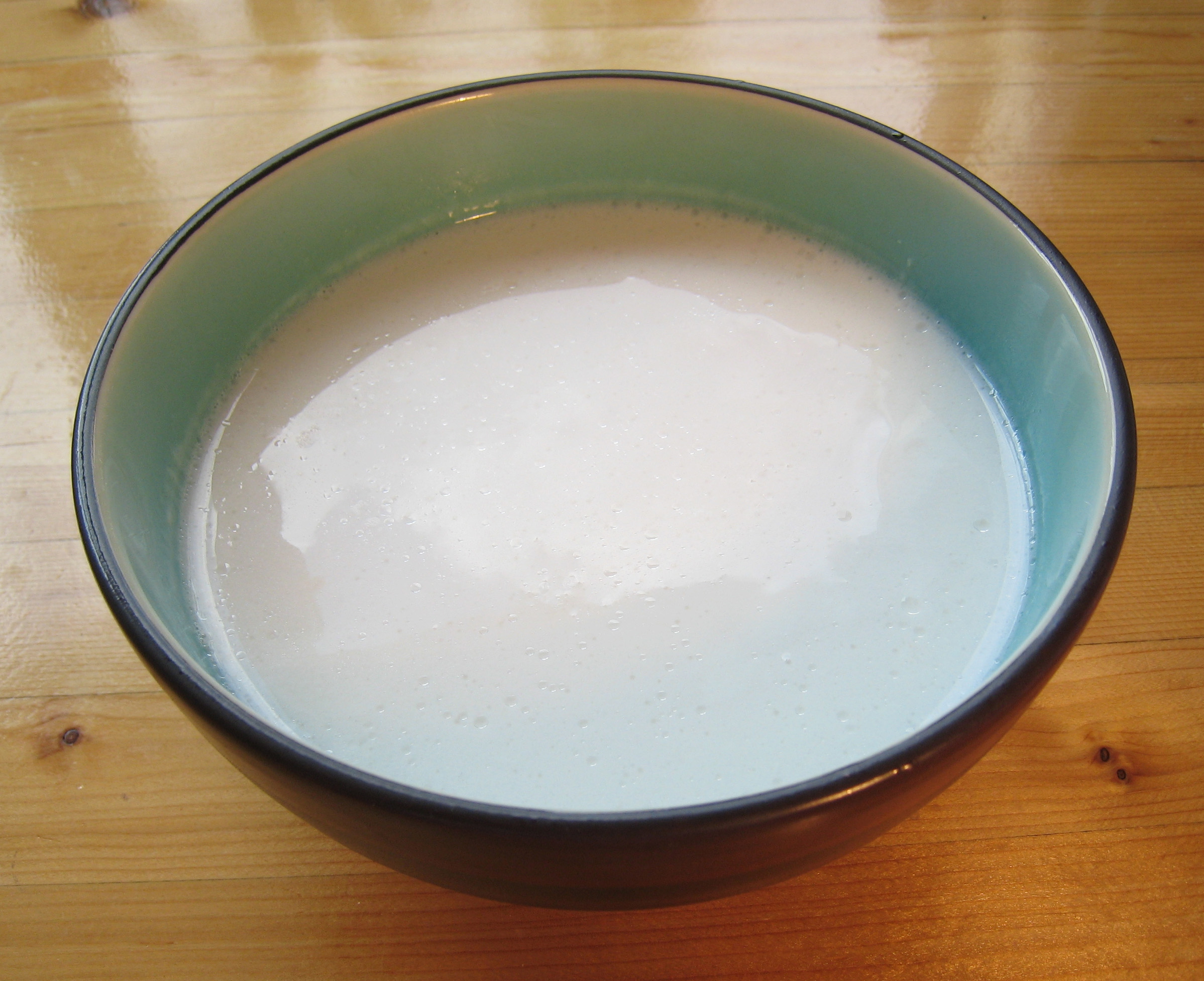
Tazón de leche de coco.

La leche de coco o también llamada bebida vegetal de coco, es un ingrediente que se obtiene mezclando agua con carne o endospermo de coco maduro triturado.
No se debe confundir la leche de coco con el agua de coco, ya que el agua se encuentra de forma líquida y natural en la cavidad central del coco, mientras que la leche se genera de la pulpa triturada.
Con aspecto similar a la leche, su color y sabor se atribuye a su alto contenido de azúcares y aceites.
Se usa como base de platos y salsas en las cocinas de Asia y el Caribe.
En Malasia e Indonesia la leche de coco se denomina santan y en las Filipinas se denomina gata.

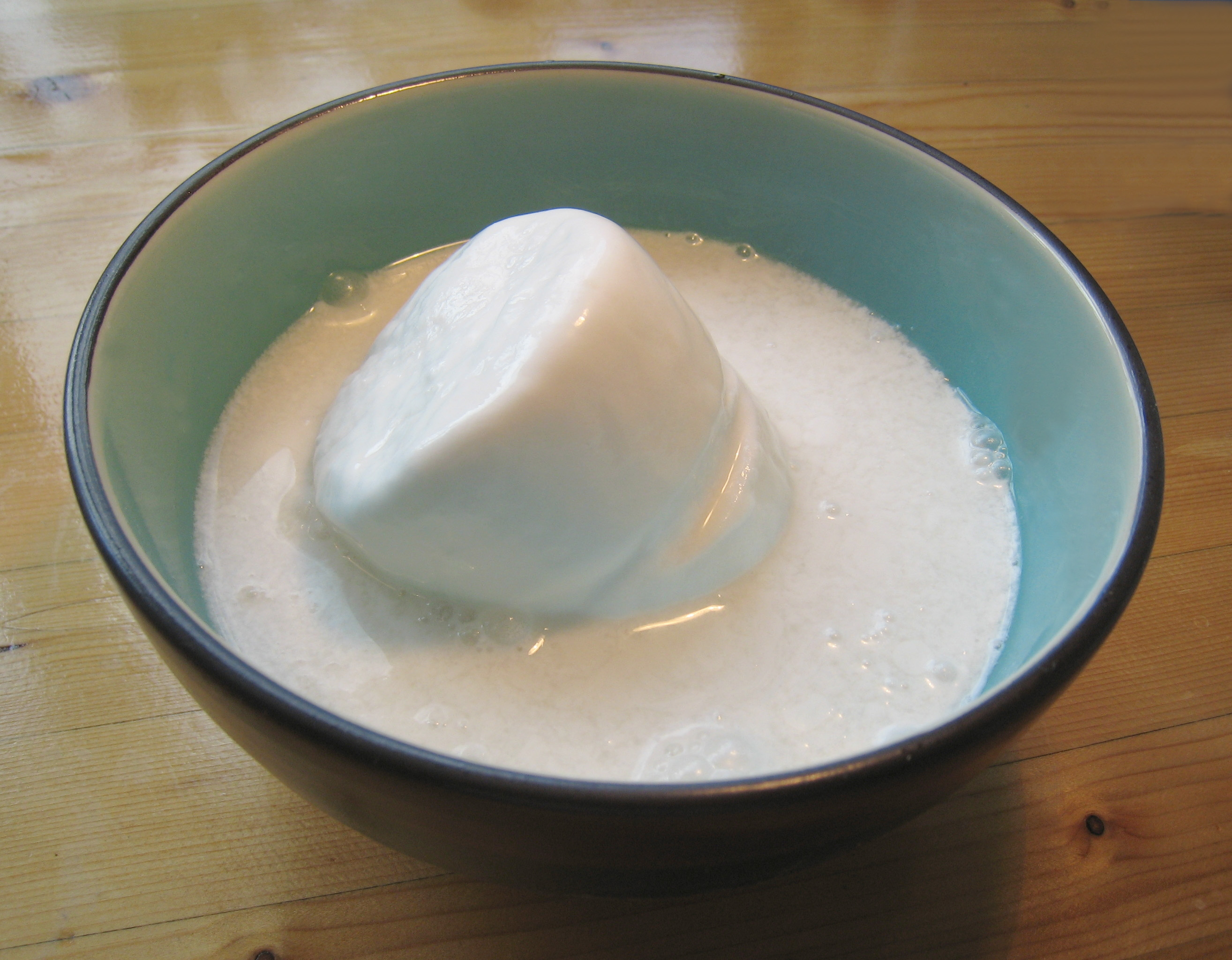
La leche de coco enlatada puede estar sólida, pero se pone líquida con calor.

La leche de coco suele encontrarse en la mayoría de los supermercados europeos y estadounidenses envasada en lata.

## Obtención
El proceso tradicional para la obtención de la leche de coco se divide en dos fases. En la primera se ralla la carne de coco y se exprime utilizando una estameña (un trapo de cocina similar a una gasa) para obtener un líquido espeso denominado “primera leche”.
En la segunda parte del proceso, se añade varias veces agua y se va exprimiendo con la estameña obteniendo una leche clara o “segunda leche”.
Al dejar reposar la leche de coco se separa y se forma una capa más espesa, denominada “nata de coco” o “crema de coco”.
El coco a utilizar tiene que ser maduro, o rallado seco rehidratado, pero no de un coco rallado y tostado.
Otra forma más sencilla de elaborarla es generar una pasta con carne de coco triturado y agua a partes iguales, para filtrarla con un chino (colador) tras su reposo.
Los restos secos que quedan tras el proceso se denominan manteca de coco, que es solamente coco deshidratado pulverizado y triturado formando una mantequilla pastosa.

## Descripción
La leche de coco es una emulsión relativamente estable de aceite en agua con proteínas que actúan como emulsionantes y espesantes. Es opaca y de color blanco lechoso y su consistencia varía de acuosa a cremosa. En función de su contenido en grasa, la leche de coco se divide en distintos subtipos generalmente simplificados en "crema de coco", "leche de coco" y "leche desnatada de coco", de mayor a menor respectivamente. La leche de coco y la nata de coco (también llamadas "leche de coco fina" y "leche de coco espesa", respectivamente) se diferencian tradicionalmente en los países donde el coco es autóctono en función de las fases de extracción. También se diferencian en las normas modernas establecidas por la Comunidad del Coco de Asia y el Pacífico (APCC) y la Organización de las Naciones Unidas para la Agricultura y la Alimentación (FAO). Sin embargo, las terminologías no siempre se siguen en la leche de coco comercial (especialmente en los países occidentales) porque estas normas no son obligatorias. Esto puede causar confusión entre los consumidores.

## Valor nutritivo
En una porción de 100 mililitros (ml), la leche de coco contiene 230 kilocalorías y está compuesta por un 68% de agua, un 24% de grasa total, un 6% de hidratos de carbono y un 2% de proteínas (véase la tabla). La composición grasa incluye 21 gramos de grasa saturada, la mitad de la cual es ácido láurico.
La leche de coco es una fuente rica (20% o más del valor diario, VD) de manganeso (44% VD por 100 g) y una fuente adecuada (10-19% VD por 100 g) de fósforo, hierro y magnesio, sin ningún otro nutriente en contenido significativo (ver tabla).

## Usos en gastronomía

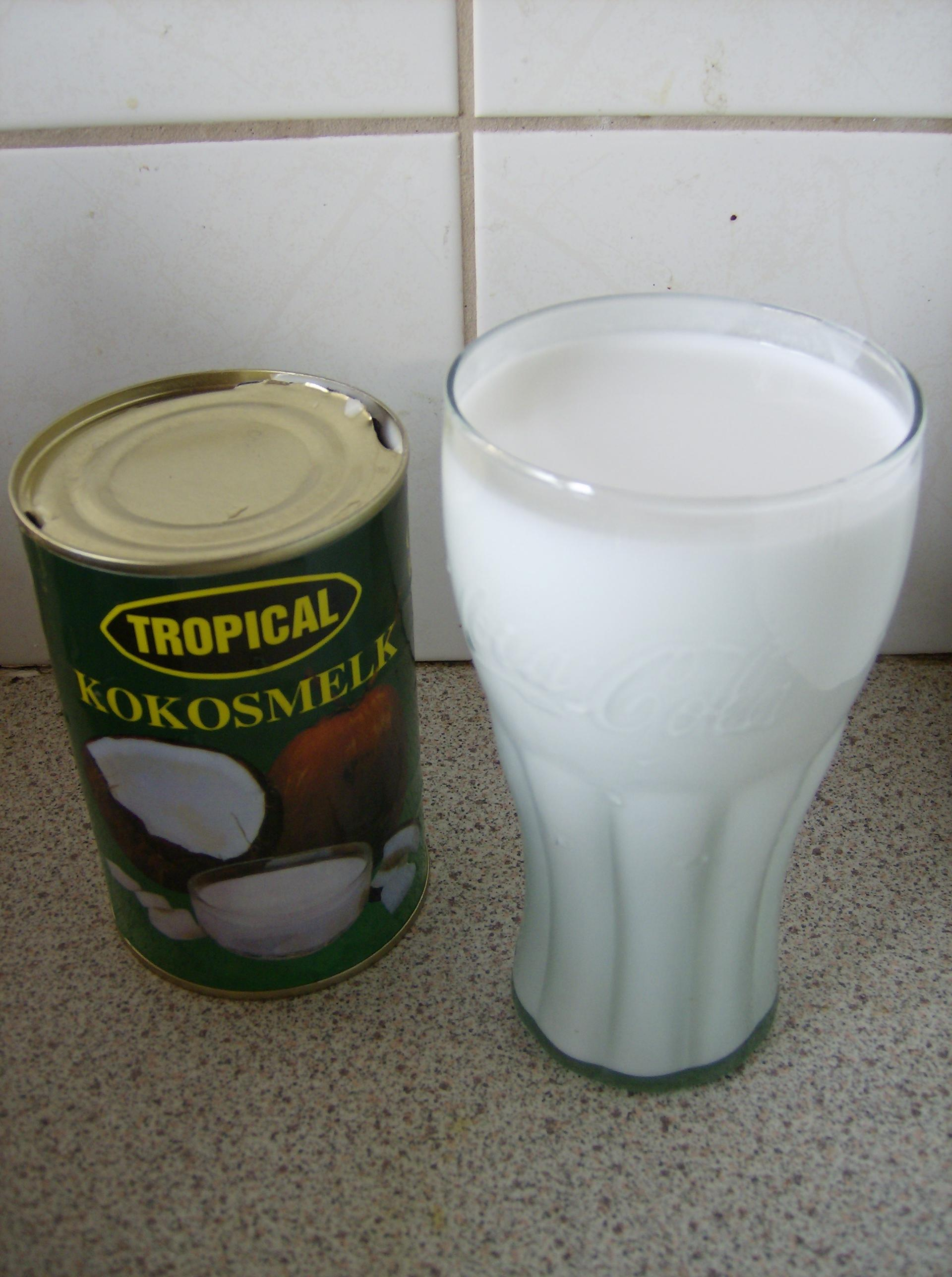
Leche de coco de lata.

Se puede usar como sustituto de la leche de vaca; aunque su textura es más bien similar a la crema se le puede agregar agua.

### Colombia
Es el ingrediente esencial del arroz con coco. Se usa en la preparación de pescados, carnes, sancochos de pescados, arroz de mariscos, el rondón, la cazuela de mariscos y opcionalmente en el mote de queso. [cita requerida]

### Costa Rica
En la zona de Limón en Costa Rica, se utiliza para hacer el platillo llamado rice and beans, traducido literalmente como arroz con frijoles, el cual se asemeja mucho al platillo tradicional costarricense llamado gallo pinto, pero con la adición de la leche de coco el sabor cambia drásticamente. Se acompaña usualmente con "pollo caribeño", que es un pollo cocinado con curry con un sabor que contrasta con el rice and beans.

### Indonesia

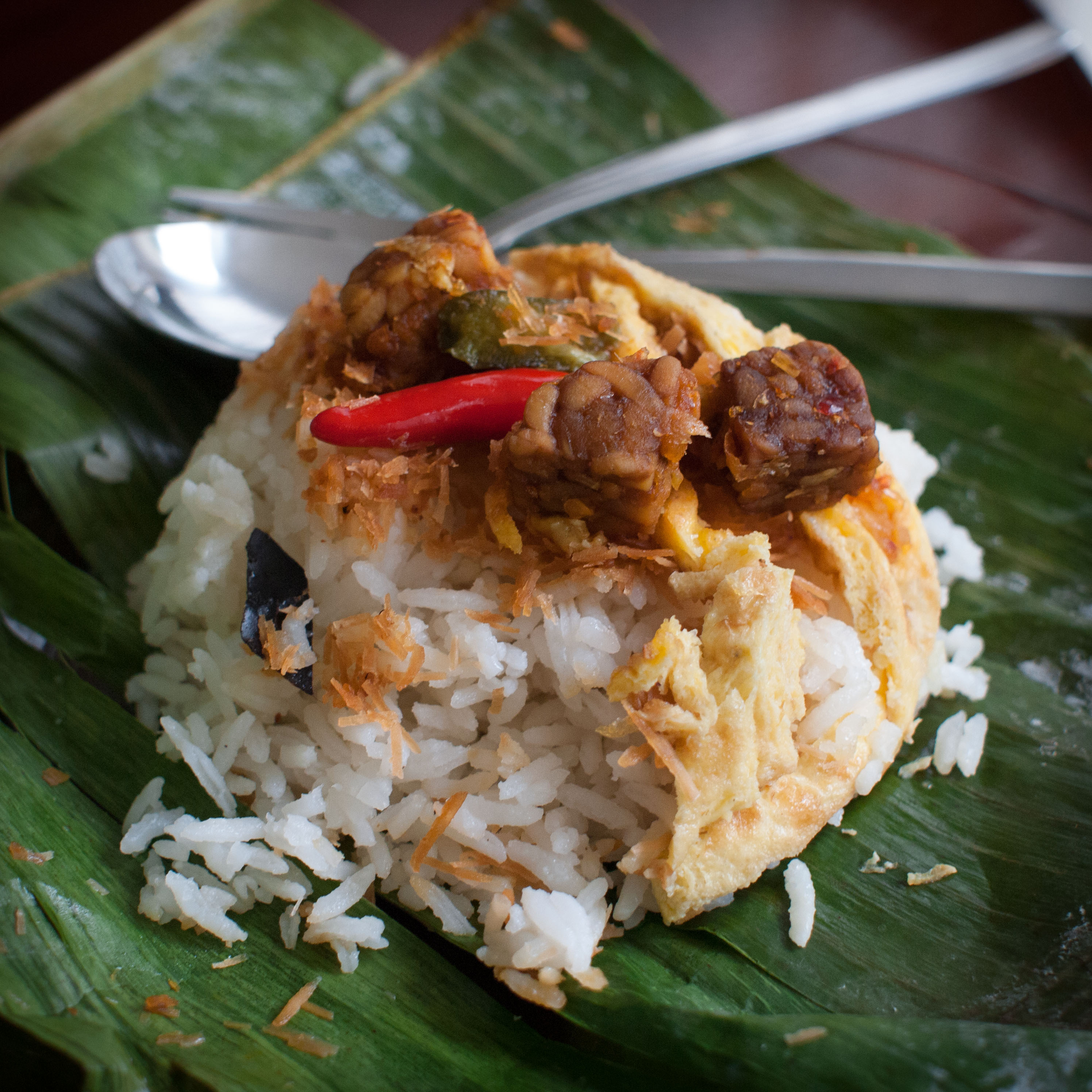
Nasi uduk.

En la cocina de Indonesia existe un arroz al estilo nasi uduk (cocinado con leche de coco). Se suele usar como ingrediente de algunas bebidas tales como la piña colada.[cita requerida]

### Ecuador
Su uso en la gastronomía es muy variada, siendo uno de ellos en la costa ecuatoriana la preparación de los encocados. Uno de los más comunes es el encocado de camarón (gambas).

### Venezuela
Es común principalmente en el estado Zulia, donde se preparan guisos de carnes con leche de coco (llamados en coco). Cabe destacar que cuando se prepara con pescado desmechado o entero  se da el nombre de mojito en coco. Con la leche de coco se elabora el majarete, postre típico venezolano, así como el arroz con coco (el cual en dicho país es un postre, no confundir con el arroz con coco de la Costa Caribe colombiana).
También se usa en la elaboración de una de las bebidas más características del país la cocada, al igual que es posible mezclarla con zumo de piña y ron para obtener el cóctel llamado piña colada.

## Otros usos

### Estética
En muchos países no es común beber leche de coco, pero se la conoce porque está presente en cremas y lociones.
Es muy útil para el cuidado estético, nutriendo la piel debido a sus propiedades. Ayuda a la hidratación de la piel, previene la sequedad y las erupciones cutáneas.
Como exfoliante usado con sal o azúcar ayudará a limpiar la piel de impurezas y células muertas.
Se puede usar como un acondicionador hidratando el cabello y fortaleciendo su raíz.

### Jardinería
La leche de coco puede ser de gran ayuda para estimular el buen crecimiento de las plantas.

## Productos derivados

### Bebida de coco

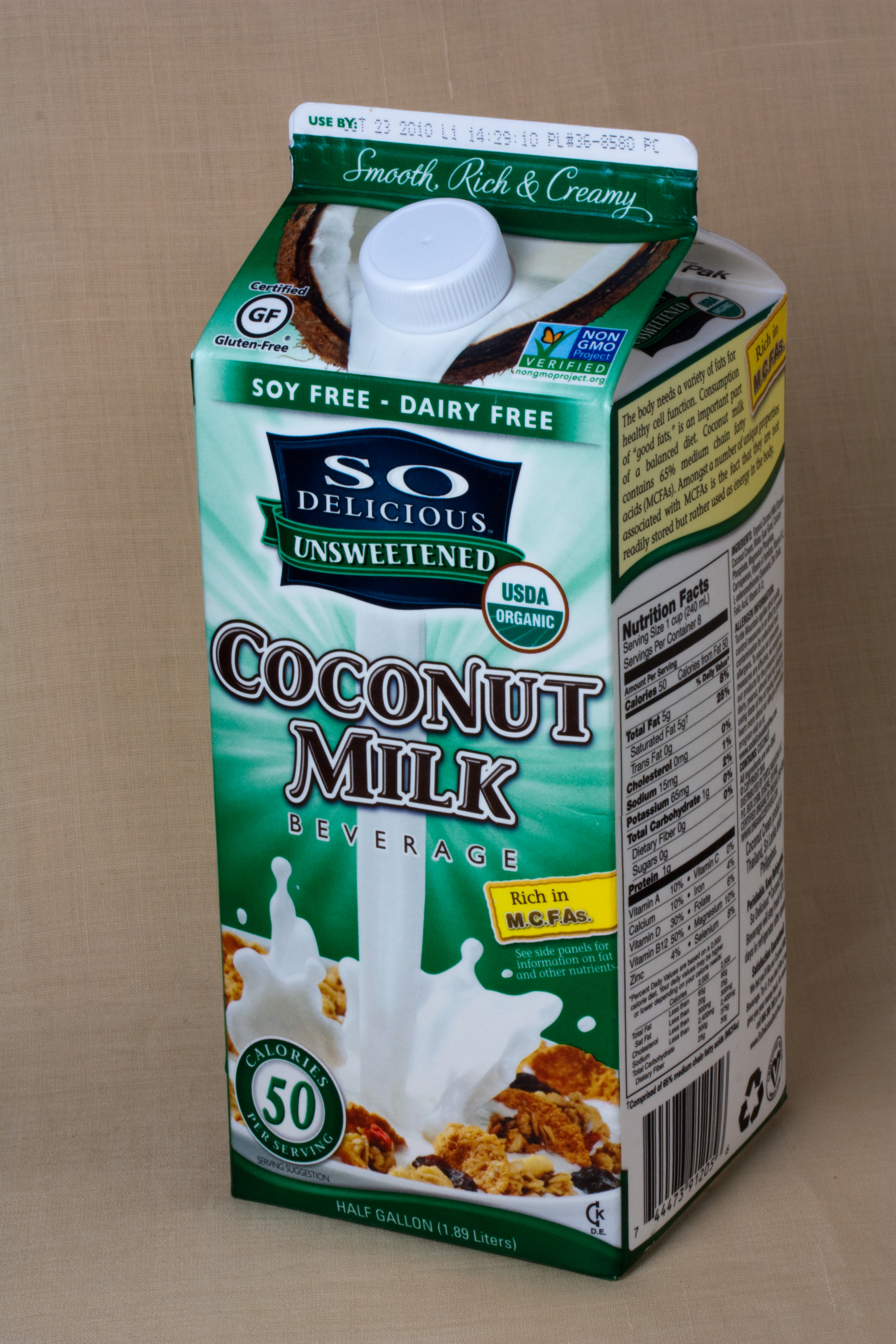
Bebida de coco.

En el mercado hay dos tipos de leche de coco, la que se encuentra junto a los productos lácteos en el supermercado (junto a leches de vaca o soja) que suele estar envasada en brick y la que se encuentra en la sección de alimentos asiáticos (junto a la salsa de soja y salsa curry) envasada en lata.
A pesar de tener el mismo nombre en muchos lugares, la bebida de coco o leche vegetal de coco y la leche de coco en lata para cocinar son dos productos muy diferentes, y con usos también muy distintos.
Desde un punto de vista culinario, la diferencia es principalmente el agua. Los fabricantes añaden agua para hacer la bebida comparable como una alternativa de otras bebidas.
Existen diferentes bebidas de coco combinadas con diferentes sabores como por ejemplo almendra, trigo o arroz.

#### Confusión derivada de la denominación “leche” y riesgos para la salud
Los consumidores interpretan erróneamente que las “leches” vegetales son un sustituto directo de la leche de vaca, pero la mayoría de estas bebidas carecen del equilibrio nutricional de la leche de origen animal, son bajas en proteínas, grasas, calorías y hierro, y algunas tienen contenidos de proteínas y calcio extremadamente bajos. No son un adecuado sustituto de la leche materna, de las fórmulas infantiles ni de la leche de vaca en los primeros dos años de vida. En el caso de niños mayores de dos años que por razones médicas no pueden consumir leche, la recomendación es elegir bebidas fortificadas y que contenga al menos 6 gramos de proteína por cada 250 mililitros.
Con el objetivo de no confundir al consumidor, desde 2013 en los países de la Unión Europea se ha prohibido el uso de la palabra “leche” para referirse a las bebidas de origen vegetal, y solo las leches de origen animal pueden denominarse así.
La industria láctea estadounidense ha solicitado a la Administración de Alimentos y Medicamentos de Estados Unidos (FDA) una medida similar a la europea, aunque la justicia estadounidense ya desestimó las alegaciones en una solicitud anterior en 2015. La FDA denomina las alternativas lácteas basadas en plantas como “leche de imitación” y “productos lácteos de imitación” y las define como «aquellas comidas que tienen las características físicas, como sabor, cuerpo, textura o apariencia, de la leche o productos lácteos, pero no entran dentro de la definición de “leche” o “productos lácteos” y son nutricionalmente inferiores al producto imitado». En los establecimientos de venta al público, se exige que estén físicamente separados de la leche o los productos lácteos.

### Crema de coco
La crema de coco se logra refrigerando durante 2 horas la “primera leche” del proceso de elaboración. En la superficie se forma la crema y en el fondo la leche descremada.